# Peugeot Typ 9

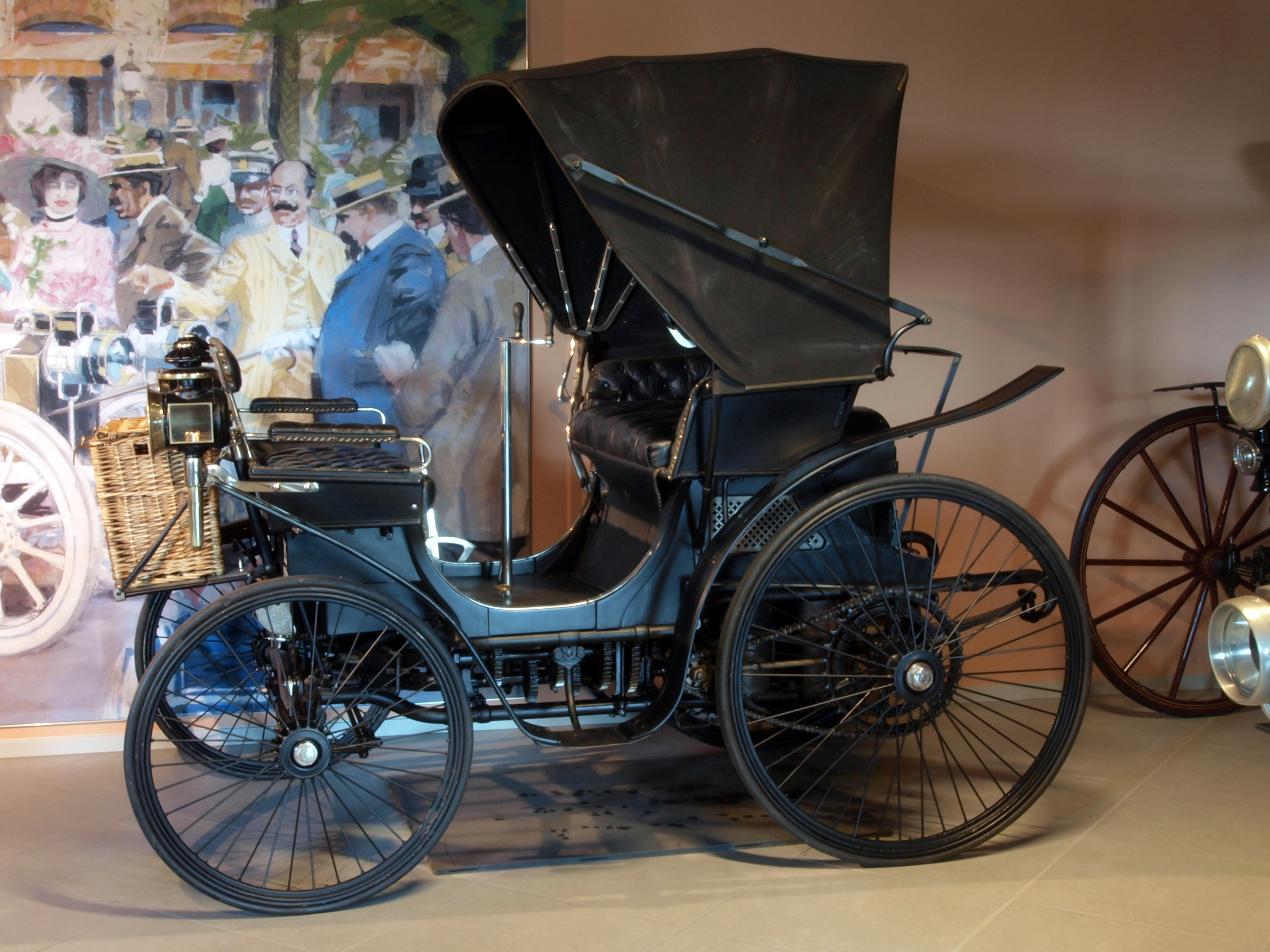
Peugeot Type 9 Vis-à-vis (1895)

Der Peugeot Typ 9 ist ein frühes Automodell des französischen Automobilherstellers Peugeot, von dem von 1894 bis 1897 im Werk Valentigney 87 Exemplare produziert wurden.
Die Fahrzeuge besaßen einen Zweizylinder-Viertaktmotor nach Lizenz Daimler, der im Heck angeordnet war und über Ketten die Hinterräder antrieb. Der Motor leistete aus 1282 cm³ Hubraum zwischen 3 und 3,75 PS.
Bei einem Radstand von 165 cm und einer Spurbreite von 129 cm vorne bzw. 131 cm hinten betrug die Fahrzeuglänge 255 cm, die Fahrzeugbreite 142 cm und die Fahrzeughöhe 160 cm. Die Karosserieform Vis-à-vis bot Platz für vier Personen.